# Halové mistrovství Evropy v atletice 2007 – pětiboj žen
Pětiboj žen na halovém ME 2007 se uskutečnil dne 2. března v hale National Indoor Arena (The NIA) v britském Birminghamu. Halovou mistryní Evropy se stala Švédka Carolina Klüftová, jež obhájila titul z předchozího šampionátu v Madridu. Její výkon 4 944 bodů ji dodnes řadí na čtvrté místo v dlouhodobých tabulkách. Lepšího výsledku dosáhla jen Jessica Ennisová (4 965 bodů), Irina Bělovová (4 991 bodů) a Natalia Dobryňská (5 013 bodů).

## Přehled výsledků
| Umístění         | Jméno                     | Národnost          | 60 m přek. | Skok do výšky | Vrh koulí | Skok daleký | Běh na 800 m | Body            |
| ---------------- | ------------------------- | ------------------ | ---------- | ------------- | --------- | ----------- | ------------ | --------------- |
| Zlatá medaile    | Carolina Klüftová         | Švédsko            | 8,20 s     | 1,88 m        | 14,43 m   | 6,59 m      | 2:13,04      | 4 944 bodů (SB) |
| Stříbrná medaile | Kelly Sothertonová        | Spojené království | 8,23 s     | 1,88 m        | 14,57 m   | 6,51 m      | 2:12,54      | 4 927 bodů (PB) |
| Bronzová medaile | Karin Ruckstuhlová        | Nizozemsko         | 8,30 s     | 1,88 m        | 13,83 m   | 6,50 m      | 2:16,65      | 4 801 bodů (PB) |
| 4.               | Austra Skujytė            | Litva              | 8,82 s     | 1,85 m        | 16,48 m   | 6,21 m      | 2:16,21      | 4 740 bodů      |
| 5.               | Natalija Dobrynská        | Ukrajina           | 8,49 s     | 1,85 m        | 15,76 m   | 6,23 m      | 2:18,37      | 4 739 bodů      |
| 6.               | Jessica Ennisová          | Spojené království | 8,22 s     | 1,91 m        | 13,28 m   | 6,19 m      | 2:17,03      | 4 716 bodů      |
| 7.               | Karolina Tymińská         | Polsko             | 8,73 s     | 1,70 m        | 14,19 m   | 6,27 m      | 2:12,31      | 4 494 bodů      |
| 8.               | Argyro Stratakiová        | Řecko              | 8,53 s     | 1,76 m        | 14,05 m   | 5,96 m      | 2:16,64      | 4 442 bodů      |
| 9.               | Julia Mächtigová          | Německo            | 8,87 s     | 1,73 m        | 13,89 m   | 6,28 m      | 2:17,18      | 4 414 bodů      |
| 10.              | Hanna Melnyčenková        | Ukrajina           | 8,45 s     | 1,82 m        | 12,12 m   | 6,23 m      | 2:23,52      | 4 397 bodů      |
| 11.              | Antoinette Nana Djimouová | Francie            | 8,33 s     | 1,76 m        | 14,30 m   | 5,86 m      | 2:25,44      | 4 355 bodů      |
| 12.              | Olga Levenkovová          | Rusko              | 8,64 s     | 1,76 m        | 12,81 m   | 5,98 m      | 2:18,51      | 4 317 bodů      |
| 13.              | Anna Bogdanovová          | Rusko              | 8,71 s     | 1,85 m        | 13,16 m   | 5,92 m      | 2:29,66      | 4 272 bodů      |
| 14.              | Kaie Kandová              | Estonsko           | 8,79 s     | 1,73 m        | 12,17 m   | 5,92 m      | 2:13,52      | 4 256 bodů      |
| 15.              | Aléna-María Padi          | Řecko              | 8,73 s     | 1,73 m        | 10,91 m   | 6,09 m      | 2:12,76      | 4 249 bodů      |